# Sopač
Sopač je naselje u Hrvatskoj u općini Lokvama. Nalazi se u Primorsko-goranskoj županiji.

## Zemljopis
Zapadno, sjeverozapadno i jugozapadno je park-šuma Golubinjak, dalje prema zapadu su Lokve, dalje sjeverozapadno je rezervat šumske vegetacije Debela lipa - Velika Rebar, sjeveroistočno su Lučice, jugoistočno su Brestova Draga i Sunger.

## Stanovništvo
Na popisu stanovništva 2011. godine, Sopač je imao 38 stanovnika.
| broj stanovnika | 49    | 19    | 20    | 39    | 69    | 79    | 19    | 105   | 19    | 44    | 59    | 60    | 49    | 50    | 55    | 39    | 27    |
|                 | 1857. | 1869. | 1880. | 1890. | 1900. | 1910. | 1921. | 1931. | 1948. | 1953. | 1961. | 1971. | 1981. | 1991. | 2001. | 2011. | 2021. |